# Miss Luxemburg
Miss Luxemburg ist ein nationaler Schönheitswettbewerb für unverheiratete Frauen im Großherzogtum Luxemburg. Im Inland heißt er Miss Luxembourg. Die Kandidatinnen müssen die luxemburgische Staatsbürgerschaft haben, bereit sein für soziale und humanitäre Aktionen, zwischen 18 und 26 Jahre alt sein, einen guten Leumund haben, ledig sein, keine Kinder haben, und es dürfen keine Nacktfotos existieren.
Der Wettbewerb wurde bereits vor dem Zweiten Weltkrieg ausgetragen, erstmals 1927. Die Gewinnerinnen nahmen damals an der Konkurrenz um die Miss Europe teil. Nach dem Krieg fand die Veranstaltung von 1957 bis 1996 statt, mit mindestens einer Unterbrechung von 1978 bis 1984. In diesen Zeiten nahmen Miss Luxembourg-Finalistinnen auch an den internationalen Wahlen zur Miss World,  Miss Universe,  Miss Europe und  Miss International teil. Letzter Organisator war das Casino 2000 in Mondorf.
Im Jahr 2008 wurde der Wettbewerb durch die Kommunikationsagentur Métaphore unter der Geschäftsführung von Muriel Gilbert und Boubaker Almi wiederbelebt: Die Wahl für 2009 soll am 6. Dezember 2008 stattfinden.
Ein anderer Wettbewerb, für den bisweilen der gleiche Name benutzt wird, findet in der benachbarten belgischen Provinz Luxemburg statt. Seine Siegerinnen nehmen an der Wahl zur Miss Belgien teil. Der vollständige Name ist Miss Belgique pour la Province de Luxembourg, wobei auch die Kurzformen Miss Belgique Province de Luxembourg und Miss Luxembourg verwendet werden.

## Die Siegerinnen

### Siegerinnen vor 1945
| Jahr    | Miss Luxemburg         |
| ------- | ---------------------- |
| 1927    | Apollonia Kemp         |
| 1928    | Anne Friedrich         |
| 1929    | Ketty Hipp             |
| 1930    | Catherine Manderscheid |
| 1931ff. | nicht ausgetragen      |

### Siegerinnen nach 1945

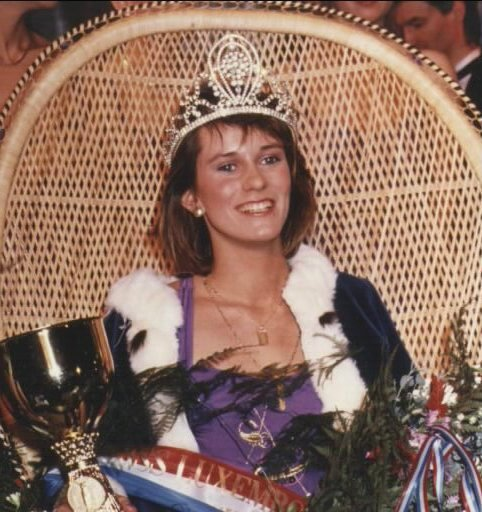
Chris Scott Miss 1989

| Jahr      | Miss Luxemburg                     |                          |
| --------- | ---------------------------------- | ------------------------ |
| 1957      | Josée Jaminet                      |                          |
| 1958      | Lydie Schmitz                      |                          |
| 1959      | Josée Pundel                       |                          |
| 1960      | Liliane Mueller                    |                          |
| 1961      | Vicky Schoos                       |                          |
| 1962      | Brita Gerson oder Fernande Kodesch |                          |
| 1963      | Cathérine Paulus                   |                          |
| 1964      | Gaby Heyard                        |                          |
| 1965      | Marie-Anne Geisen                  |                          |
| 1966      | Gigi Antinori                      |                          |
| 1967      | Marie-Josée Mathgen                |                          |
| 1968      | Lucienne Krier                     |                          |
| 1969      | Jacqueline Schaeffer               |                          |
| 1970      | Rita Massard                       |                          |
| 1971      | Mariette Werckx                    |                          |
| 1972      | Lydia Maes                         |                          |
| 1973      | Giselle Anita Nicole Azzeri        |                          |
| 1974      | ?                                  |                          |
| 1975      | Marie Thérèse Manderschied         |                          |
| 1976      | Monique Wilmes                     |                          |
| 1977      | Jeannette Henriette Colling        |                          |
| 1978–1984 | nicht ausgetragen                  |                          |
| 1985      | Gaby Chiarini                      |                          |
| 1986      | Martine Christine Georgette Pilot  |                          |
| 1987      | Claudine Atten                     |                          |
| 1988      | Chantal Schanbacher                |                          |
| 1989      | Chris Scott                        |                          |
| 1990      | Beata Jarzynska                    |                          |
| 1991      | Annette Feydt                      |                          |
| 1992      | Carole Reding                      |                          |
| 1993      | Nathalie Dos Santos                |                          |
| 1994      | Sandy Wagner                       |                          |
| 1995      | Paola Roberto                      |                          |
| 1996      | Christiane Lorent                  |                          |
| 1997–2008 | nicht ausgetragen                  |                          |
| 2009      | Diana Nilles                       |                          |
| 2010      | Shari Thuyns                       |                          |
| 2011      | Stéphanie Ribeiro                  |                          |
| 2012      | Claudia Vitoria Muller             |                          |
| 2013      | Héloïse Paulmier                   |                          |
| 2014      | Frédérique Wolff                   |                          |
| 2015      | Vonessa Alijaj                     |                          |
| 2016      | Ada Strock                         |                          |
| 2017      | Julie Mejerus                      |                          |
| 2018      | Kelly Nilles                       | Cassandra Lopes Monteiro |
| 2019      | Melanie Heynsbroek                 |                          |

### Siegerinnen in der Provinz Luxemburg
| Jahr | Miss Luxemburg      | Repräsentierter Ort |
| ---- | ------------------- | ------------------- |
| 1996 | Aurélie Demelenne   | Marche-en-Famenne   |
| 1997 | Caroline Mathurin   | Houffalize          |
| 1998 | Caroline Lepinois   | Vaux-sur-Sûre       |
| 1999 | Virginie Steignard  | Tellin              |
| 2000 | Nora Ouadah         | Habay-la-Neuve      |
| 2001 | Aude van Massenhove | Hotton              |
| 2002 | Katia Jacquet       | La Roche-en-Ardenne |
| 2003 | Margaux Lebrun      | Marche-en-Famenne   |
| 2004 | Anne-Sophie Dessoy  | Bellefontaine       |
| 2005 | Elvira Latic        | Arlon               |
| 2006 | Charlotte Goblet    | Marche-en-Famenne   |
| 2007 | Céline Chariot      | Barvaux             |
| 2008 | Betty Tahid         | Virton              |